# Lobophora rudolphii
Lobophora rudolphii är en fjärilsart som beskrevs av Lampa 1885. Lobophora rudolphii ingår i släktet Lobophora och familjen mätare. Inga underarter finns listade i Catalogue of Life.